# Skulpturenpark Johannisberg

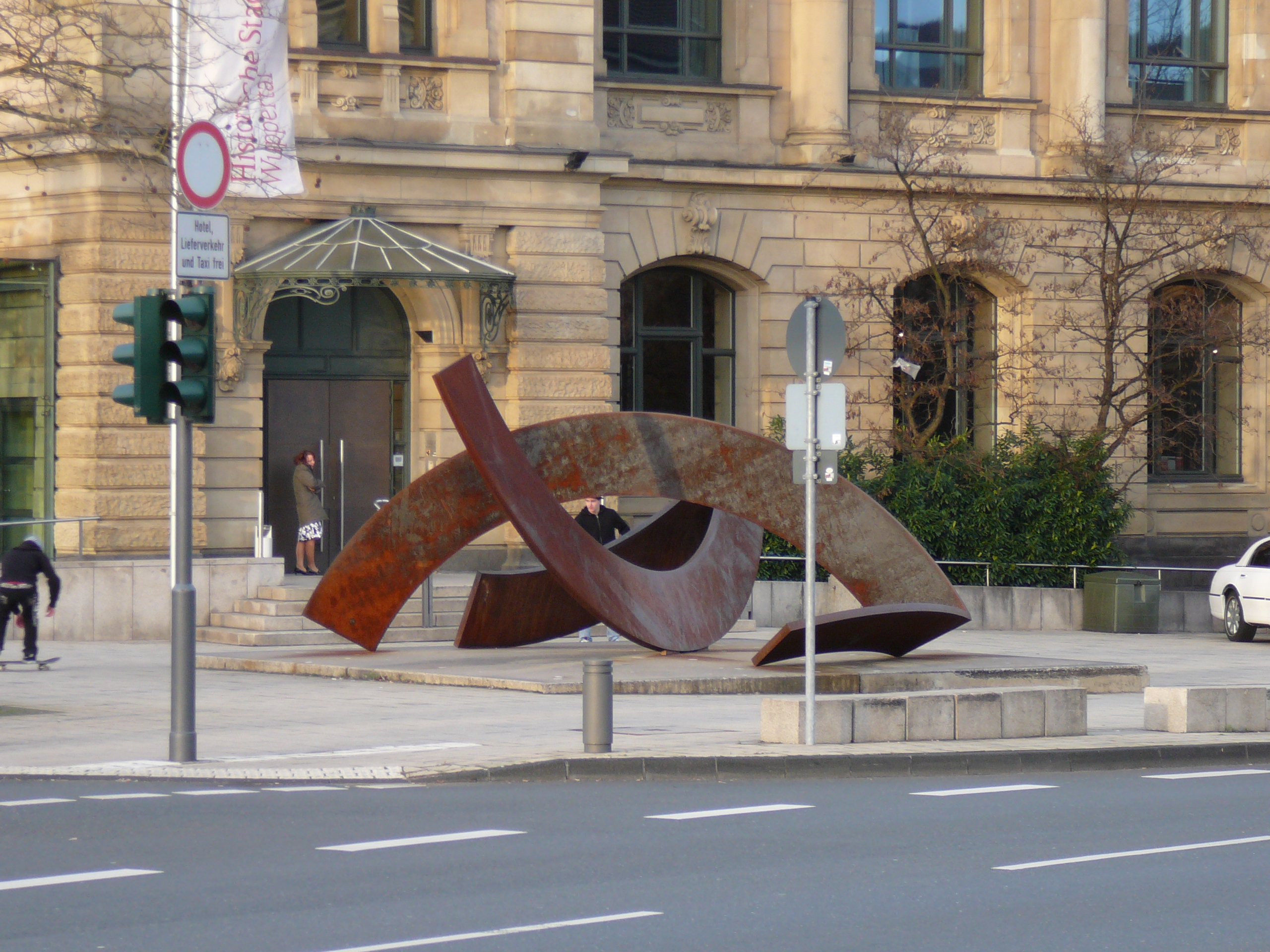
Rondo van Alf Lechner voor het stadhuis

Het Skulpturenpark Johannisberg is (in tegenstelling tot hetgeen de naam suggereert) geen beeldenpark maar een beeldenroute. De route is gelegen tussen het Von der Heydt-Museum en de Johannisberg in Wuppertal in de Duitse deelstaat Noordrijn-Westfalen.

## Geschiedenis
Het Skulpturenpark Johannisberg werd in 1997 geïnitieerd door de Stadtsparkasse Wuppertal en het Von der Heydt-Museum. De beeldenroute was geprojecteerd van de Wall ( het Von der Heydt-Museum) over de Isländer Brücke, door de Südstraße bij de entree van de Stadtsparkasse, langs het Wilhelm-Dörpfeld-Gymnasium en eindigt bij het stadhuis op de Johannisberg.
De tuin van het stadhuis, de Stadthalle en het plein voor het zwembad, de Schwimmoper (zo genoemd omdat op deze plaats oorspronkelijk de nieuwe opera zou worden gebouwd) maken eveneens deel uit van de beeldenroute.

## Werken

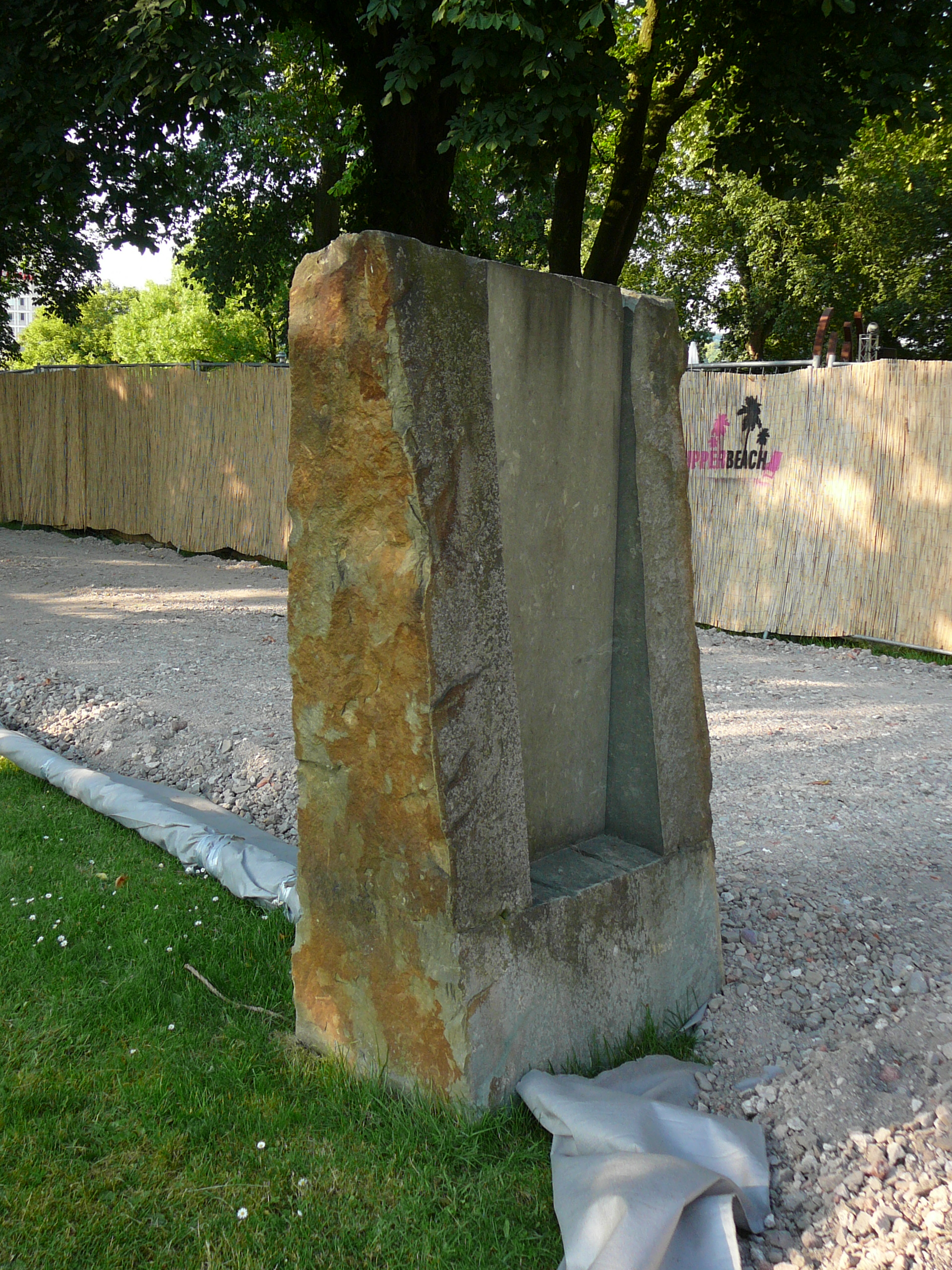
Anröchter Dolomit van Ulrich Rückriem

Tot de collectie van werken die deel uitmaken van de beeldenroute behoren onder andere:
- Bökelbrunnen (1920/1961) van Erich Cleff
- Pallas Athene (1957) van Arno Breker
- Pythagoras (1964) van Fritz Bernuth
- Anröchter Dolomit (1989) van Ulrich Rückriem
- Zufuhr (1996) van Tony Cragg
- Die himmlische Stürze (1997) van Frank Breidenbruch en A. R. Penck
- Rondo (1998/99) van Alf Lechner
- 229,5° Arc x 5 (1999) van Bernar Venet
- Elastisch – Schwebend (2001) van Claus Bury

Voor het Von der Heydt-Museum bevinden zich twee werken:
- Mörser/Flasche (1990/1) van Tony Cragg
- Amphore/Dose (1990/1) van Tony Cragg

en in het museum wacht op een definitieve plek:
- Draped Seated Woman (1957/9) van Henry Moore

## Fotogalerij

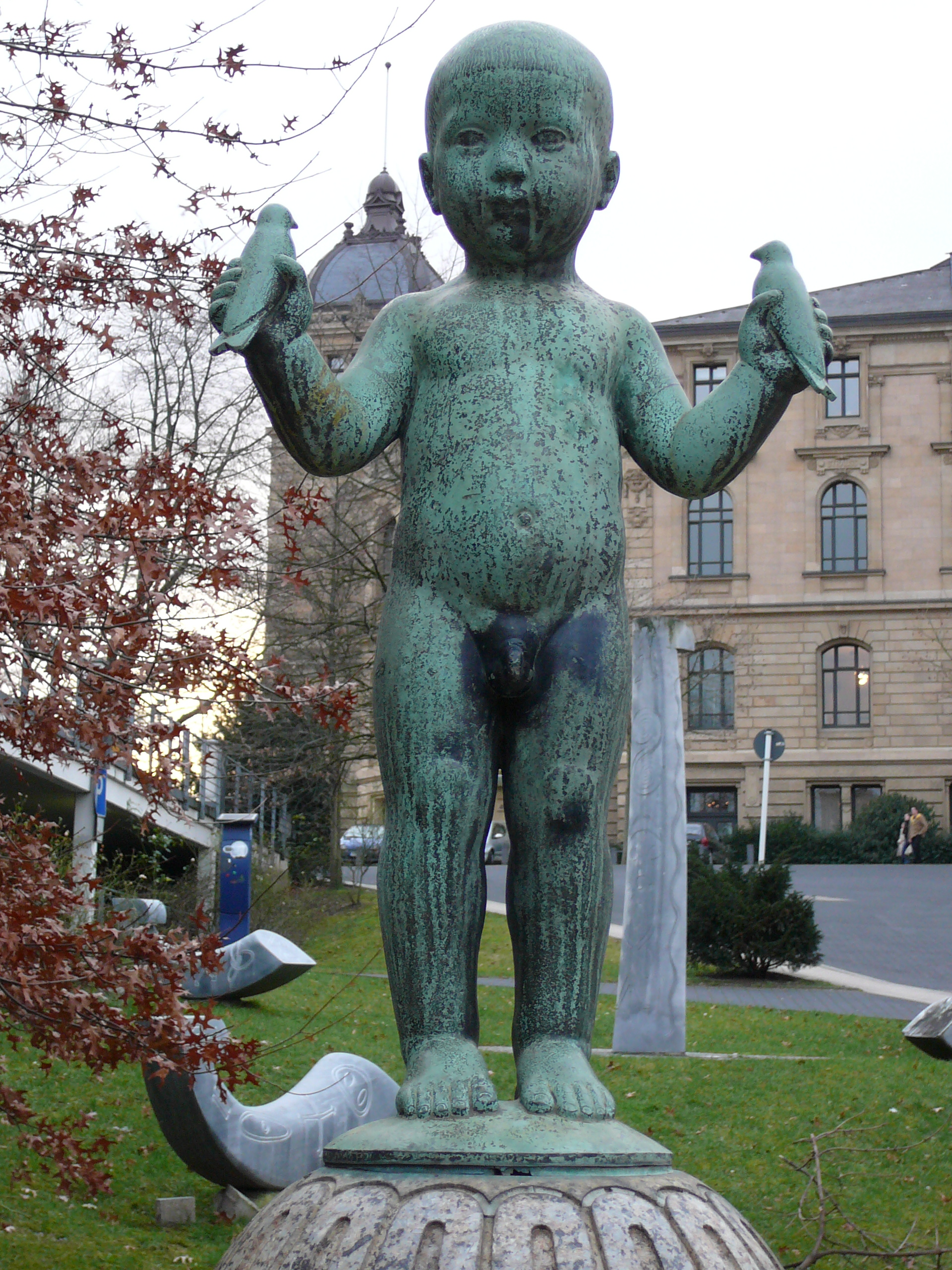
Bökelbrunnen van Erich Cleff
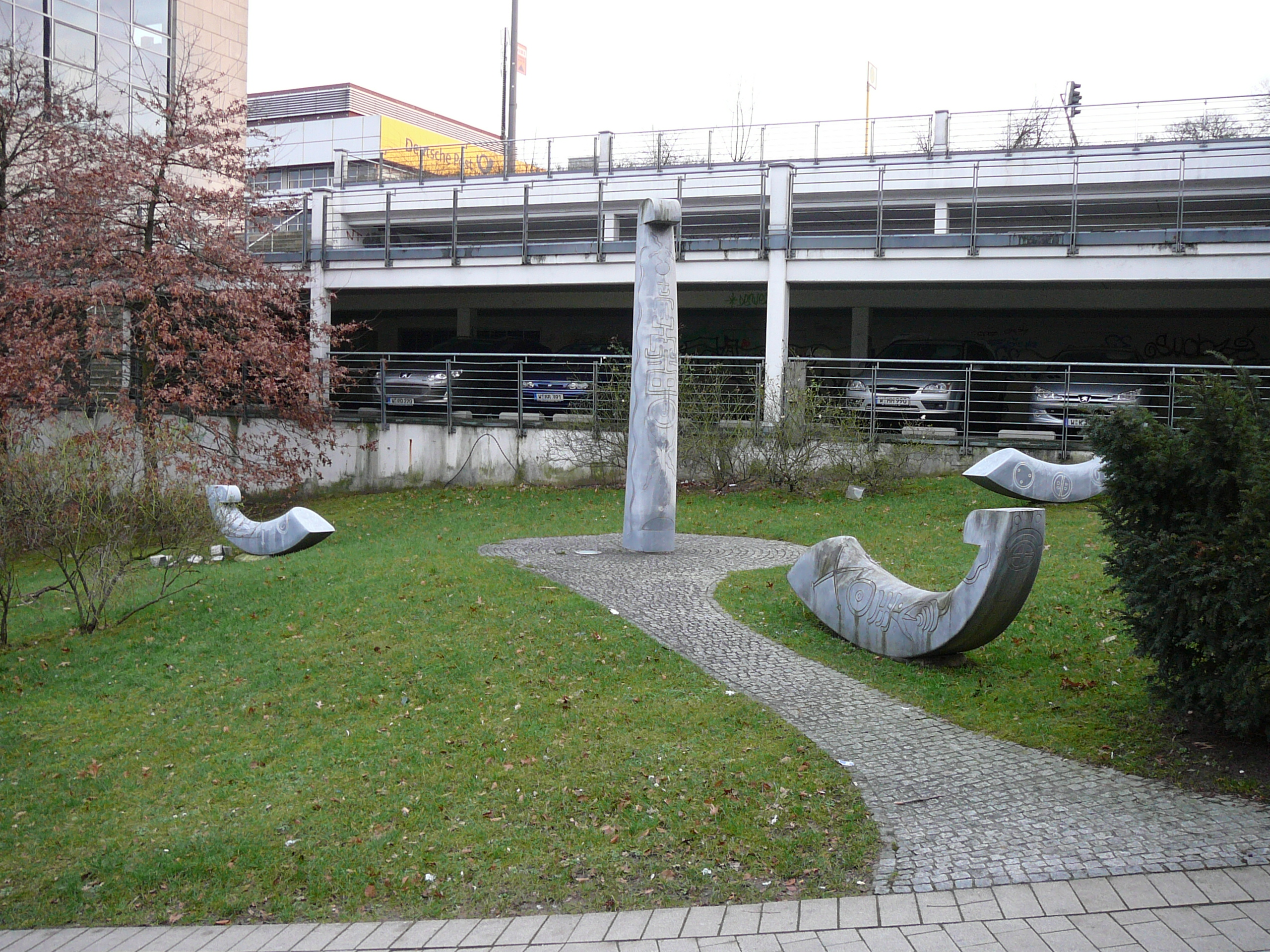
Die himmlischen Stürze van Breidenbach/Penck
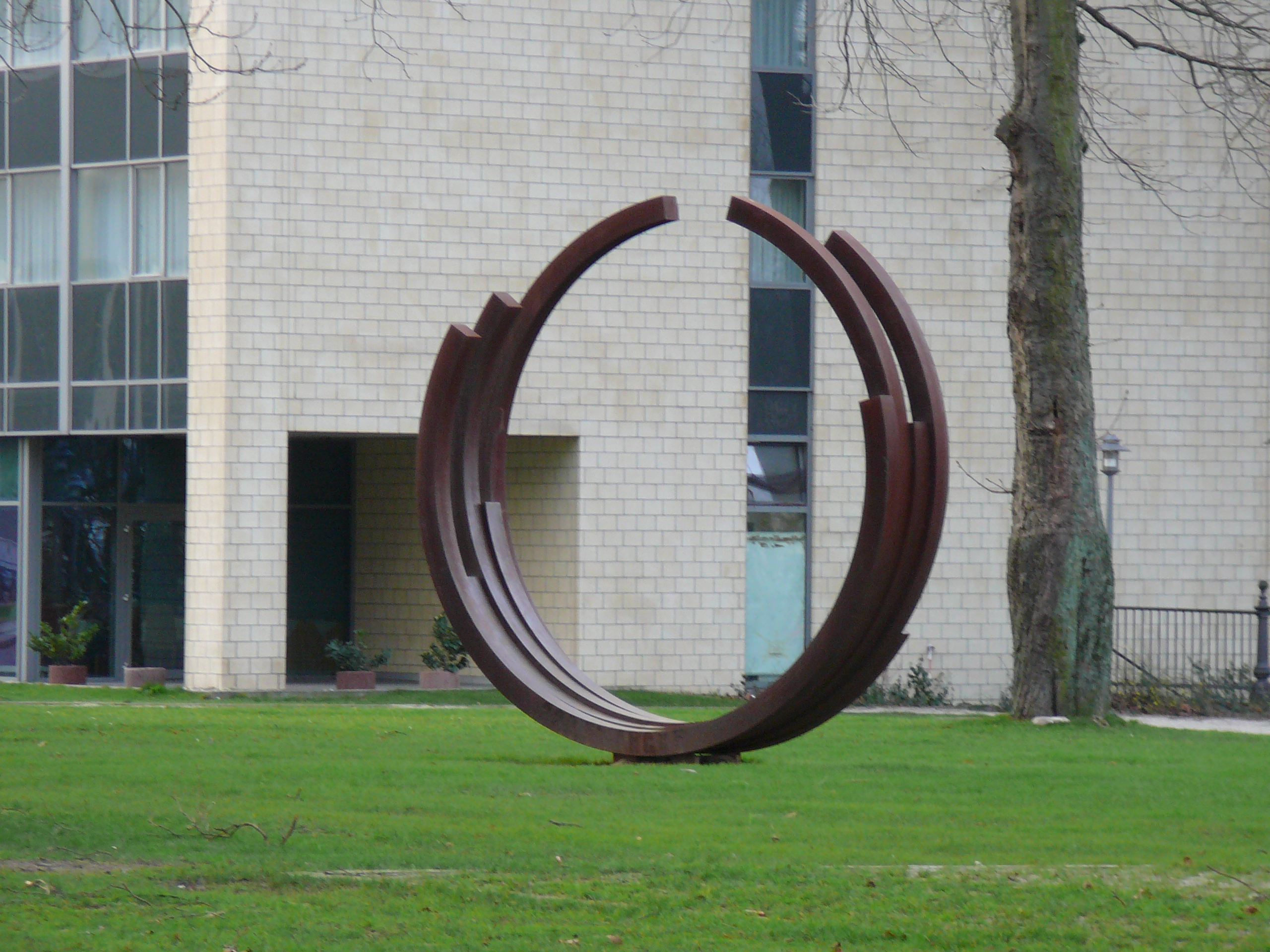
229,5° Arc x 5 van Bernar Venet
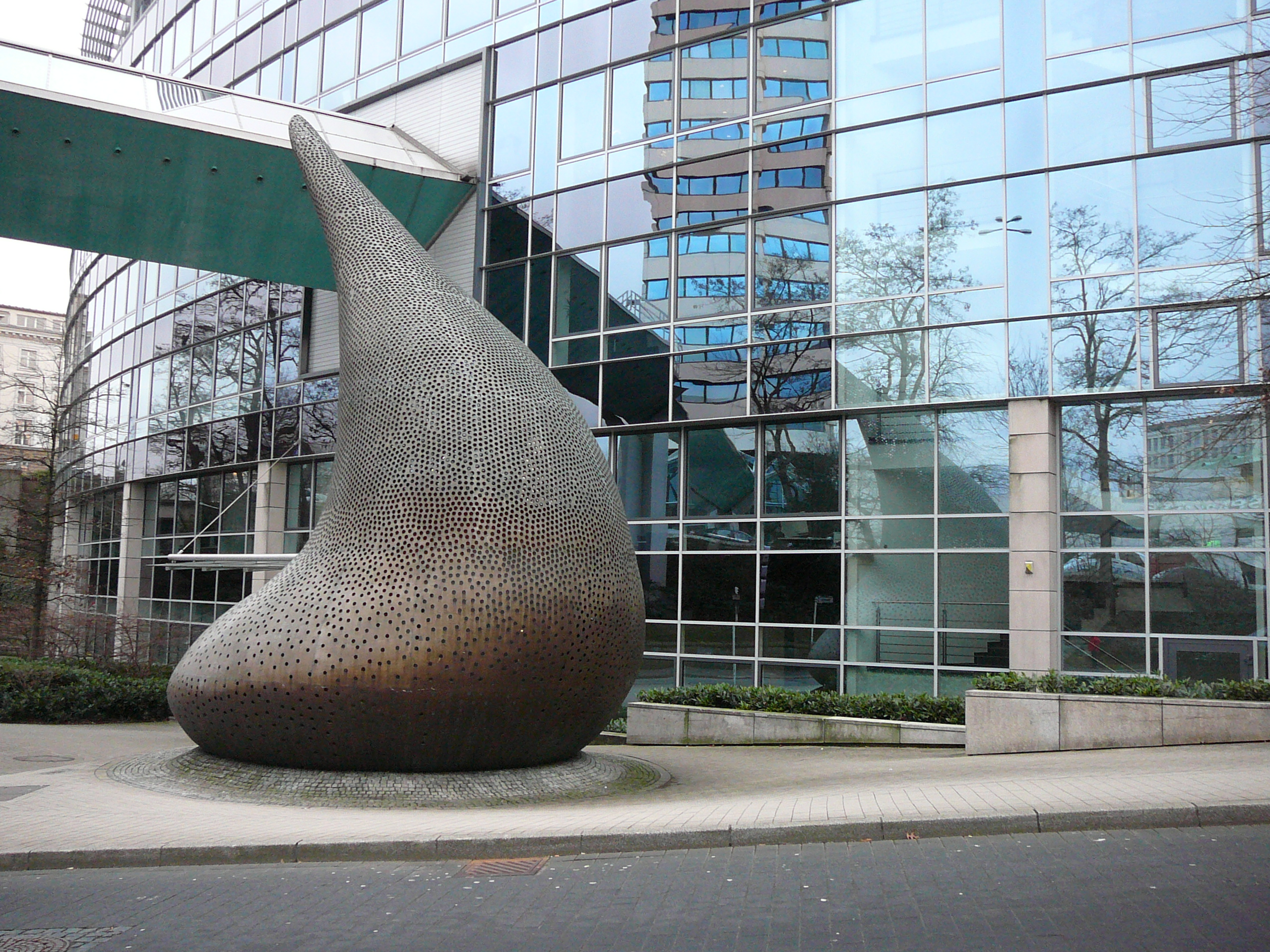
Zufuhr van Tony Cragg

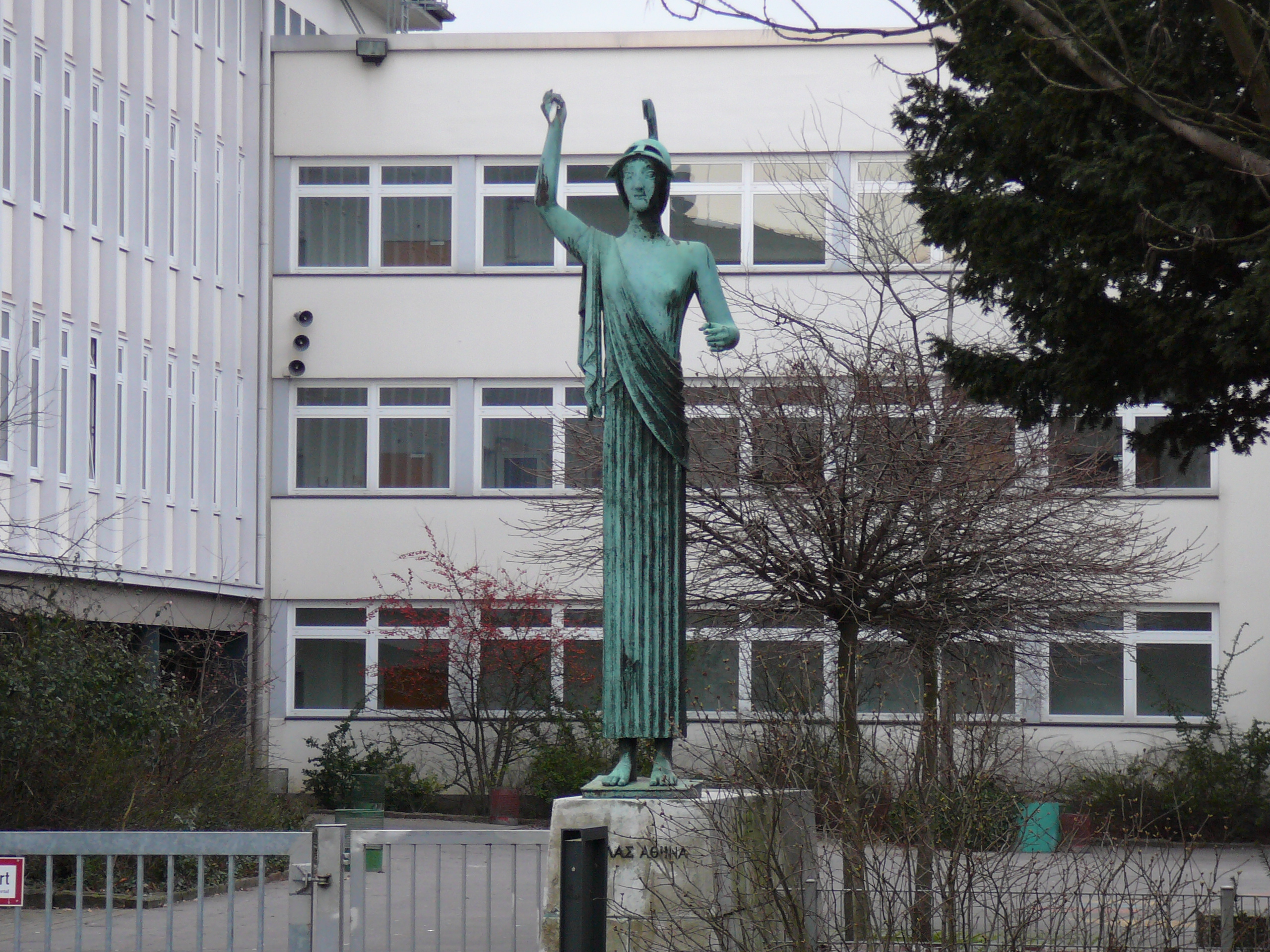
Pallas Athene van Arnold Breker
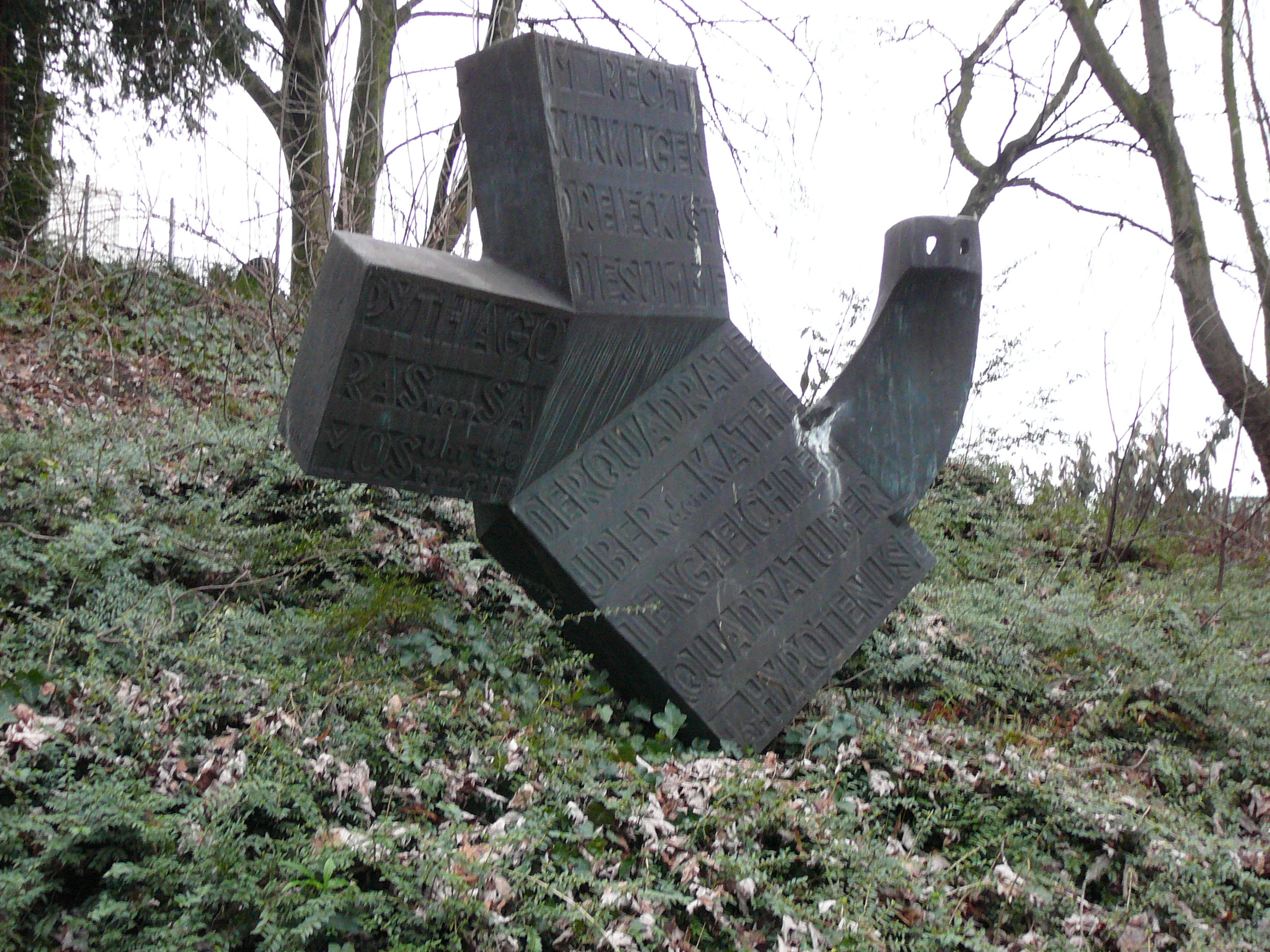
Pythagoras van Fritz Bernuth
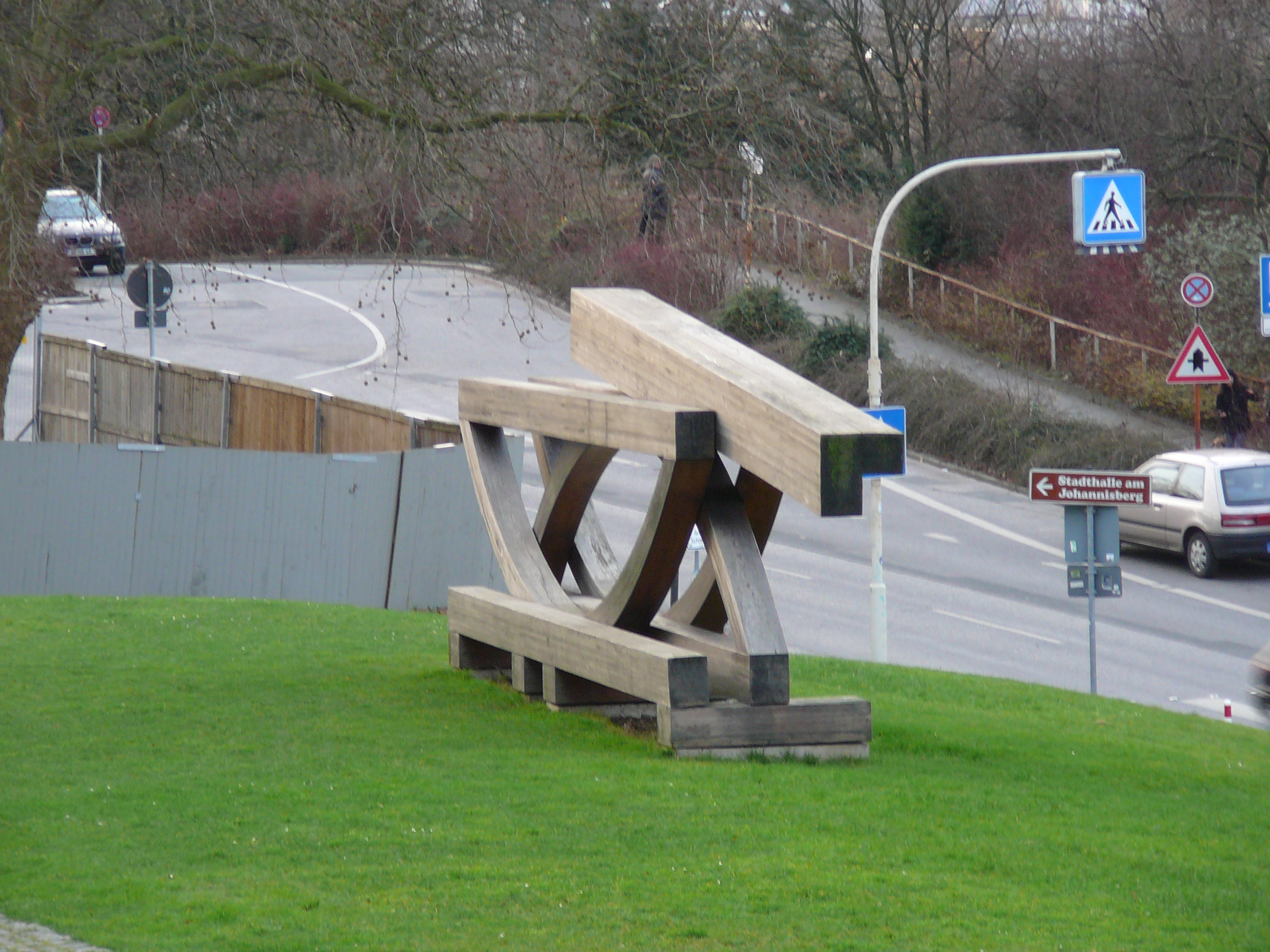
Elastisch - Schwebend van Claus Bury
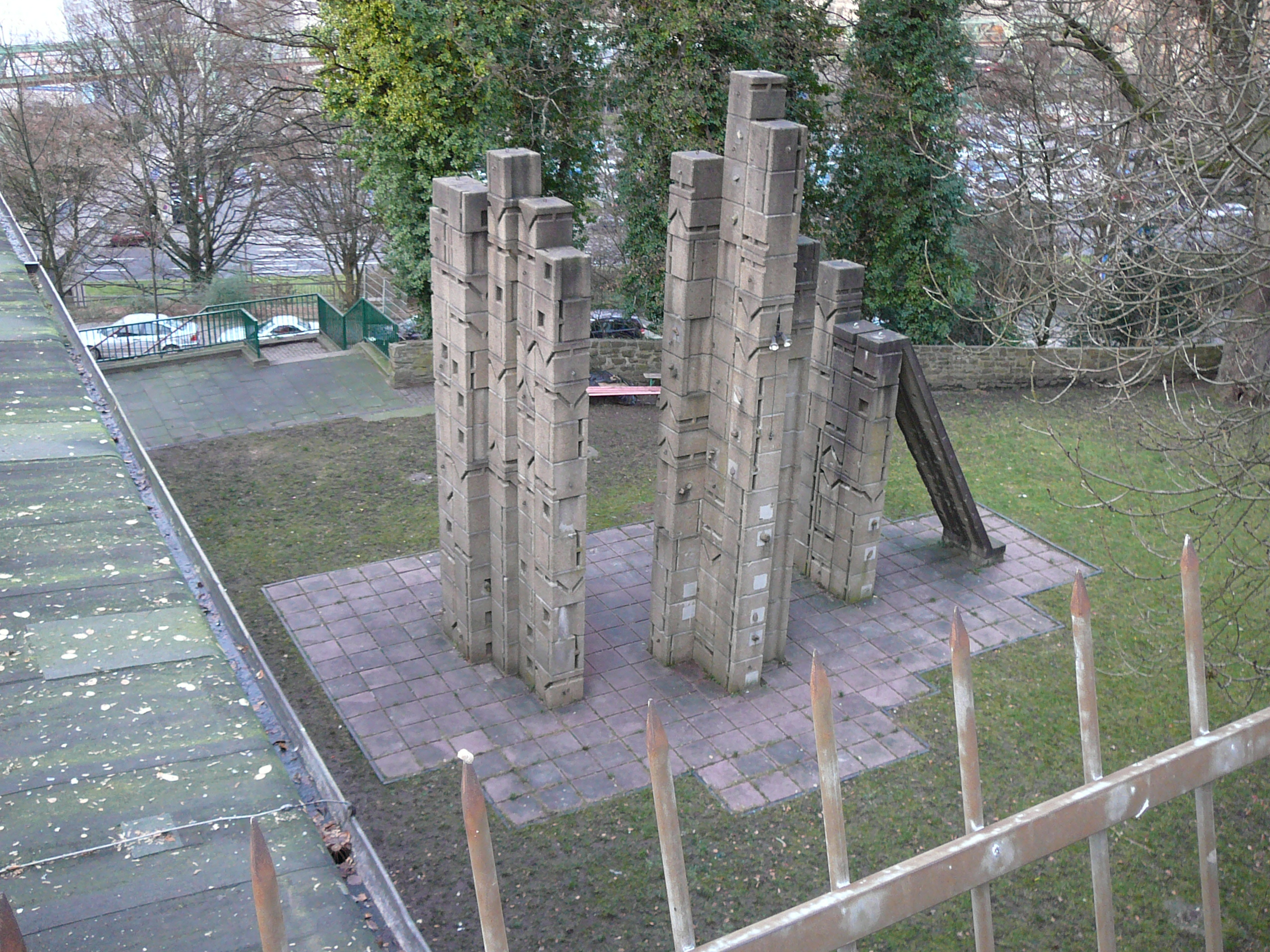
onbekend werk